# Adolphus Channel
Adolphus Channel är ett sund i Australien. Det ligger i delstaten Queensland, omkring 2 200 kilometer nordväst om delstatshuvudstaden Brisbane.